# Ochrosia solomonensis
Ochrosia solomonensis là một loài thực vật có hoa trong họ La bố ma. Loài này được (Merr. & L.M.Perry) Fosberg & Boiteau mô tả khoa học đầu tiên năm 1977.